# فينيكيو مارشيوني
فينيكيو مارشيوني (بالإيطالية: Vinicio Marchioni)‏ هو ممثل إيطالي، ولد في 10 أغسطس 1975 بروما في إيطاليا.

## أعمال

### أفلام
- (2012) إلى روما مع الحب[3]

## وصلات خارجية
- فينيكيو مارشيوني على موقع IMDb (الإنجليزية)
- فينيكيو مارشيوني على موقع ألو سيني (الفرنسية)
- فينيكيو مارشيوني على موقع أول موفي (الإنجليزية)
- فينيكيو مارشيوني على موقع قاعدة بيانات الأفلام السويدية (السويدية)
- فينيكيو مارشيوني على موقع قاعدة بيانات الفيلم (الإنجليزية)
- فينيكيو مارشيوني على موقع كينوبويسك (الروسية)